# 易卜拉欣·甘巴里
易卜拉欣·甘巴里（Ibrahim Gambari，1944年11月24日—），尼日利亚政治家、外交家，现任联合国副秘书长，主管政治事务。

## 生平
甘巴里毕业于伦敦经济学院政治经济专业，1969年起相继执教于美国纽约城市大学、奥尔巴尼大学和尼日利亚的艾哈迈杜·贝洛大学。1970年，甘巴里进入哥伦比亚大学国际关系专业学习，1974年毕业，获得博士学位。1986年至1989年间，甘巴里在华盛顿哥伦比亚特区的三所大学担任访问教授：约翰·霍普金斯大学国际研究院、乔治敦大学和霍华德大学。甘巴里还是布鲁金斯学会和洛克菲勒基金会Bellagio研究与会议中心的研究员。
1990年代开始，甘巴里成为尼日利亚派驻联合国大会使团的一员，不久即担任尼日利亚驻联合国大使。1999年，甘巴里进入联合国大会秘书处工作。2002年至2003年，甘巴里被任命为联合国驻安哥拉特使。甘巴里于2005年7月1日就任联合国副秘书长。2007年9月，甘巴里被任命为联合国特使，赴缅甸调解因为大规模抗议而紧张的缅甸国内局势。